# N110 (België)
De N110 is een gewestweg in de Belgische provincies Antwerpen en Limburg. De weg verbindt de N71 in Mol met de N141 in Genendijk, een gehucht van de gemeente Ham. De totale lengte van de N110 bedraagt ongeveer 12 kilometer.
Het traject tussen de N103 en de N71 is genummerd als N110a.

## Plaatsen langs de N110
- Mol
- Meerhout
- Gestel
- Genendijk

## N110a
De N110a is een 750 meter lange verbindingsweg in Mol. De weg verbindt de N103 met de N71 en N110. De route verloopt over de Borgerhoutsendijk.